# Véronique Elling
Véronique Elling (née le 18 août 1975 à Montpellier) est une chanteuse mezzo-soprano, actrice, metteuse en scène et professeure d'art dramatique vivant principalement à Hambourg.

## Biographie
Véronique Elling commence sa formation artistique à l'âge de sept ans dans sa ville natale de Montpellier, après avoir vécu ses premières années à Palavas-les-Flots. 
Elle prend des cours au conservatoire régional de musique en solfège, rythmique, harmonie et chant. Elle obtient son baccalauréat avec mention au Lycée Clemenceau. 
Elle étudie ensuite à l' université de Montpellier, où elle obtient une licence en lettres modernes avant de poursuivre ses études à la Schauspielschule Hamburg, où elle obtient un master en chant et arts dramatiques. 
Depuis 1995, elle travaille en tant que chanteuse et actrice, avec notamment le Kölner Schauspielhaus, le Neuköllner Oper et le Hebbel Theater de Berlin, le Théâtre de la ville de Heidelberg ainsi que le Théâtre d'Ohnsorg, le Hamburger Kammerspiele, l'Opéra d'État de Hambourg, le Thalia Theater et le Kampnagel dans sa ville de résidence, Hambourg. 
Véronique Elling a assisté régulièrement au cours de son enfance et de sa jeunesse au Festival Radio France Occitanie Montpellier, au festival du Printemps des comédiens, au festival Montpellier Danse et au Festival d'Avignon. 
Elle se produit ensuite en tant qu'artiste dans des festivals à Avignon, Paris, Beyrouth, Téhéran, Londrina, Hambourg, Heidelberg, Zagreb et Berlin.
Sur la scène allemande elle rend hommage depuis 2012 avec son propre groupe Elling&Band (piano, violoncelle et accordéon) à Barbara et Édith Piaf, puis à Juliette Gréco.
De 2012 à 2016 elle crée et préside dans le Logensaal historique du Hamburger Kammerspiele la série bimensuelle d'événements Salon français, en coopération avec le festival Arabesques et le festival Eigenarten. 
Son premier album de compositions personnelles Opus1 est sorti le 26 mai 2020, le jour du vingtième anniversaire de son défunt fils Vector. L'album contient entre autres le titre "Le garçon tendre".
Véronique Elling vit avec son partenaire le musicien allemand Henrik Giese et leur fille dans le quartier Grindel à Hambourg-Rotherbaum à proximité des Hamburger Kammerspiele. 
Son fils aîné Victor fut victime à l'âge de 16 ans, en octobre 2016, d'un meurtre non encore élucidé revendiqué par l'État islamique,,,.